# Oakland (hrabstwo Burnett)
Oakland – miasto w Stanach Zjednoczonych, w stanie Wisconsin, w hrabstwie Burnett.